# Barranco de Afur
El Barranco de Afur, también conocido como Barranco del Tamadiste o Río de Afur, es un barranco de la vertiente norte del macizo de Anaga, situado en la cuenca hidrográfica o valle de Afur, en la isla de Tenerife —Canarias, España—.

## Toponimia
Los dos topónimos por los que se conoce a este Barranco, Afur y Tamadiste, son de origen guanche, significando según algunos autores 'horno', 'carbonera' y 'charca', 'balsa' respectivamente.
Al tramo superior de este barranco, desde su nacimiento hasta cruzar el caserío de Afur, se le conoce con los nombres de Barranco de Sabugo y barranco Guarnada o Guarná. El primero alude al sabugo o saúco canario —Sambucus palmensis—, un arbolillo endémico de Canarias, mientras que el segundo es también de procedencia guanche.

## Características
Este barranco tiene su nacimiento en las proximidades de la montaña Cruz de Taborno, en la zona conocida como Hoya Fuente de los Perros a 976 m s. n. m., y desemboca en la Playa del Tamadiste, playa de callaos poco agradecida para el baño debido a sus fuertes corrientes.
Tiene una longitud total de 7.301 metros, teniendo como principales afluentes a los barrancos del Agua y de La Quinta.
El Barranco de Afur constituye uno de los varios cursos de agua permanente en la isla de Tenerife, con una importante vegetación riparia y en el cual aún se pueden encontrar anguilas, único pez de agua dulce de Canarias. Además, en las laderas del barranco se encuentra el Sabinar de Afur, uno de los bosques de sabina canaria más extensos de la isla.

## Aspectos humanos
Administrativamente se encuentra incluido en el Distrito de Anaga del municipio de Santa Cruz de Tenerife, y todo su recorrido está protegido bajo el espacio natural del parque rural de Anaga.
En sus laderas se encuentran los caseríos de Afur y Roque Negro, mientras que en la divisoria de aguas entre el Barranco de Afur y el de Taborno se halla el caserío de este último nombre.
En la costa del barranco se encuentra la llamada Piedra de los Guanches, un yacimiento arqueológico asociado a las prácticas de momificación de los aborígenes guanches.
Por el Barranco de Afur pasan algunos caminos homologados para la práctica del excursionismo:
- Sendero PR TF-8 Circular Afur - Taganana.[7]
- Sendero PR TF-9 Las Carboneras - Afur.[8]